# کلر لیتلتون
کلر لیتلتون (به انگلیسی: Claire Littleton) نام یکی از شخصیت‌های داستانی مجموعه تلویزیونی گمشدگان محصول کانال ای‌بی‌سی آمریکا است. او دختر کریستین شپارد و خواهر ناتنی جک است. وی فرزندی به نام آرون دارد. نقش این شخصیت را امیلی دی راوین بازی کرده‌است.
او در فصل اول توسط «دیگران» دزدیده می‌شود و در یک شب بازمی‌گردد. پس از بازگشت تنها سقوط هواپیما یادش می‌آید و در حالی که چارلی به او علاقه‌مند شده‌است، پس از اینکه می‌فهمد چارلی مجسمه‌های مریم مقدس را به خاطر هروئین ها برداشته است، او را از چادرش بیرون می‌کند، اما پس از اینکه چارلی خود را به خاطر او به خطر می‌اندازد، با او آشتی می‌کند و پس از مرگ او به شدت ناراحت می‌شود. در فصل چهارم و در شب به‌طور ناگهانی در جنگل ناپدید می‌شود. فرزند او را کیت با خود به خانه می‌برد.
فرزند او آرون، یکبار توسط دنیله روسو دزدیده شد اما به همراه چارلی و سعید او را پس گرفت. در ضمن پس از ملاقات با روسو، یادش می‌آید که در مدتی که ناپدید شده بود، در محلی با تجهیزات پزشکی کامل نگه داری می‌شده و داروهایی به او تزریق می‌شده‌است. در ضمن الکس، دختر روسو او را فراری داده و دنیل پس از پیدا کردن او در جنگل، او را به کمپ بازماندگان برمی‌گرداند. او قرار بود به دلیل توصیه یک فالگیر، سرپرستی فرزند خود را به خانواده دیگری بسپارد، به همین دلیل با هواپیما به سمت آمریکا پرواز کرد و با سقوط هواپیما سر از جزیره درآورد.